# Jakub Daroszewski
Jakub Daroszewski (ur. 18 listopada 1991) – polski lekkoatleta specjalizujący się w trójskoku. 
Medalista halowych mistrzostw Polski seniorów ma w dorobku dwa srebrne (Spała 2012 i Spała 2013) i dwa brązowe medale (Spała 2011 i Toruń 2020). Stawał na podium juniorskich mistrzostw Polski oraz halowych mistrzostw Polski juniorów i juniorów młodszych. Medalista ogólnopolskiej olimpiady młodzieży.
Rekordy życiowe: stadion – 15,82 (28 czerwca 2010, Białystok); hala – 15,94 (26 lutego 2012, Spała).